# Tatew Hakobjan
Tatew Hakobjan (ur. 21 marca 1996) – ormiańska sztangistka. Wicemistrzyni świata z 2017 roku.

## Kariera
Swoją karierę rozpoczęła w 2013 roku startem w Mistrzostwach Świata Juniorów w Podnoszeniu Ciężarów. Wystartowała w kategorii do 69 kg i zajęła 13. miejsce. W tym samym roku na mistrzostwach europy do lat 17 zajęła 3. miejsce w tej samej kategorii.
Pierwszym dużym sukcesem Hakobjan był brązowy medal w kategorii do 90 kg podczas Mistrzostw Europy w Podnoszeniu Ciężarów 2017, które odbyły się w Splicie w Chorwacji. Kolejny rok jednak był nieudany w jej karierze, bo na Mistrzostwach Świata w Podnoszeniu Ciężarów 2018 nie odnotowała pomyślnego wyniku rwania.
Rok 2019 był bardziej udany. Rozpoczęła od 4 miejsca w mistrzostwach Europy do 87 kg. Potem zdobyła srebro w kategorii do 87 kg na Mistrzostwach Europy Juniorów i U23 w Podnoszeniu Ciężarów w Rumunii. Zakończyła sezon złotem na 6. Międzynarodowym Pucharze Kataru, który odbył się w Doha. Cały sezon rwała równo 105 kg, a w podrzucie w Doha miała 127 kg, co było jej najlepszym wynikiem w sezonie. Najmniej udany był występ w mistrzostwach świata gdzie podrzut 121 kg w kategorii do 81 kg dał jej 10 lokatę.
W pierwszych po covidzie mistrzostwach Europy zajęła 9. miejsce w kategorii do 87 kg. Lepszy wynik, bo 5. miejsce do 81 kg zajęła na Mistrzostwach Świata w Podnoszeniu Ciężarów 2021, które odbyły się w Taszkiencie w Uzbekistanie.
Rok później miała niedany podrzut na europejskich zawodach, ale zajęła 9. miejsce w kategorii do 76 kg kobiet na Mistrzostwach Świata w Podnoszeniu Ciężarów 2022.